# リオデジャネイロ (小惑星)
リオデジャネイロ (11334 Rio de Janeiro) は、小惑星帯の小惑星。エリック・エルストがヨーロッパ南天天文台で発見した。
ブラジルのリオデジャネイロ市に因んで名付けられた。